# Papa Tank
 (juillet 2009).
Si vous disposez d'ouvrages ou d'articles de référence ou si vous connaissez des sites web de qualité traitant du thème abordé ici, merci de compléter l'article en donnant les références utiles à sa vérifiabilité et en les liant à la section « Notes et références ».
Papa Tank est un groupe composé de deux chanteurs martiniquais qui prennent les pseudonymes de K.No.B (B-NOK) et Paco Jahz (Opac Mass).
Ce nom qui vient du créole tire son sens du mot « Papa » signifiant quelque chose de grand, d’énorme et « Tank » pour montrer qu'il faut toujours se battre. L'originalité de ce groupe est de mélanger leurs influences rap, reggae et dancehall.

## Historique

### Formation du groupe
Ils commencent leur duo musical au lycée, en 1996 en montant leur propre émission de radio où ils chanteront ensemble. Ils se font très vite remarquer lors de divers évènements musicaux appelés « Sound Systems ». En 1997, ils se font une place au sein de la scène musicale martiniquaise avec des musiques devenant des tubes comme « Wayné » ou « To ToTo » (Redzone). Ils participent la même année à la première partie de NTM (composé de Kool Shen et Joey Starr)  lors de leur prestation en Martinique. 
Ils deviennent vite une référence dans le monde de la dance hall et sont invités sur plusieurs émissions musicales régionales.

### 2000 - 2006
À partir de 2000, grâce à leurs premiers sons sous le label Westindian Records, Papa Tank se fait vraiment remarquer et devient l'un des poids lourd de la scène reggae dancehall ; il fut notamment nommé au Prix SACEM 2002 catégorie Reggae/Ragga  grâce aux morceaux « Soun' Bwoy » (Sound Boy) de l'album Only Dancehall 1 & « Money Money » de l'album Maxi Dubplate 1. Au fur et à mesure de leur progression Papa Tank se fait entendre jusqu'en France mais de manière encore sensible. De nombreux morceaux restent dans les esprits comme « Kay Edoua » (chez Édouard en français), « Faya Burn », « Baisse la pression », « 100 stress » de l'album Waïné Waïné ou encore « On fout le faya » de la compilation « Killa Session ». En 2006 ils sortent un nouvel album « En attendant »  où de grands noms de la scène reggae dance hall et rap français sont présents comme Capleton, Elephant Man et Ol Kainry.

### 2007 - les premiers pas de la notoriété française
C'est véritablement grâce au groupe Les Déesses composé de trois jeunes femmes, que le groupe Papa Tank est découvert par un public français plus large. Les Déesses sont trois métisses originaires des Antilles et d'Afrique. Plus précisément de la Martinique et de la Guadeloupe pour Lylah, de la Guadeloupe pour Edene et du Cameroun pour Philypa. Ces trois chanteuses  se sont fait découvrir avec leur première musique « On a changé » le succès en France s'est fait sentir en quelques semaines et elles sont devenues le groupe de l'été à ce moment. Pour leur single suivant elles  invitent Papa Tank sur leur morceau « Danse avec moi ». En quelques semaines la combinaison de ces deux groupes passent en boucle sur les stations de radio et le clip suit la même cadence de diffusion.

## Discographie

### Compilations
- 1999 : 972 Hip-Hop
- 1999 : Reggae Zone
- 2001 : Maxi Dub Plate 1
- 2001 : Only Dancehall 1
- 2001 : Reggae Dream 2002
- 2002 : Maxi Dub Plate USA
- 2002 : Only Dancehall 2
- 2003 : Maxi Dub Plate 2
- 2003 : Killa Session
- 2005 : Only Dancehall 3

### Albums
- 2000 : Waïné Waïné
- 2006 : En attendant

### Mixtapes
- 2016 : Halloween